# Adorazione dei pastori (Caravaggio)
Adorazione dei pastori è un dipinto del pittore italiano Caravaggio realizzato in olio su tela (314 × 211 cm) nel 1609. È custodito nel Museo Regionale di Messina.

## Storia
L'opera venne eseguita durante il passaggio dell'artista dalla Sicilia, in seguito alla sua fuga dalle prigioni di Malta. Nel corso del suo breve soggiorno a Messina, Caravaggio ricevette dal senato della città l'incarico della realizzazione di una pala d'altare che avrebbe ornato l'altare maggiore della chiesa di Santa Maria della Concezione, retta dai padri Cappuccini. In cambio, il senato prometteva all'artista il compenso di mille scudi, una delle più alte cifre della sua carriera.
Con quest'opera, il pittore inaugura il cosiddetto genere della Natività Povera, che avrà grandissima fortuna nella pittura sei-settecentesca. La scena è ambientata all'interno di una stalla: Maria, sfinita dal viaggio e dal successivo parto, giace sdraiata per terra, e regge in grembo il bambinello che dorme. Dinanzi a loro, San Giuseppe ed i pastori (uno dei quali si distingue per la spalla scoperta) sono disposti in maniera da formare una croce, mentre sullo sfondo il bue e l'asino fungono quasi da quinta insieme alla mangiatoia.
Nel settembre 2009 l'opera è giunta a palazzo Montecitorio per essere restaurata nei locali del Punto Camera, da Valeria Merlini e Daniela Storti con la direzione di Gioacchino Barbera e la consulenza dell'Istituto Superiore per la Conservazione e il Restauro.